# والتر كاسبر
والتر كاسبر (بالألمانية: Walter Kasper )‏ (و. 1933  م) هو كاهن كاثوليكي، وكاتب، وعالم عقيدة، وأستاذ جامعي ألماني، ولد في هايدنهايم، وهو عضوٌ في أكاديمية هايدلبرغ للعلوم والعلوم الإنسانية (منذ 1984)، والأكاديمية الأوروبية للعلوم والآداب.

## مناصب
تولى منصب cardinal of the Roman Curia ‏، والكاردينال، وأسقف كاثوليكي.

## التعليم
تعلم في جامعة توبنغن.

## جوائز
حصل على جوائز منها:
- خاتم الشرف لجمعية كورس  [لغات أخرى]‏ (2008)
- الدكتوراة الفخرية من جامعة درم (2005)
- الدكتوراه الفخرية من جامعة لوفان الكاثوليكية ‏ (2002)
- الدكتوراة الفخرية من جامعة أوبسالا
- الدكتوراة الفخرية من جامعة لافال[9]
- وسام الاستحقاق لبادن-فورتمبيرغ
- الصليب الأكبر من وسام استحقاق جمهورية ألمانيا الاتحادية.

## روابط خارجية
- والتر كاسبر على موقع مونزينجر (الألمانية)